# Municipio de Knife River
El municipio de Knife River (en inglés: Knife River Township) es un municipio ubicado en el condado de Mountrail en el estado estadounidense de Dakota del Norte. En el año 2010 tenía una población de 34 habitantes y una densidad poblacional de 0,36 personas por km².

## Geografía
El municipio de Knife River se encuentra ubicado en las coordenadas 48°4′6″N 102°30′20″O / 48.06833, -102.50556. Según la Oficina del Censo de los Estados Unidos, el municipio tiene una superficie total de 93.16 km², de la cual 92,44 km² corresponden a tierra firme y (0,77 %) 0,72 km² es agua.

## Demografía
Según el censo de 2010, había 34 personas residiendo en el municipio de Knife River. La densidad de población era de 0,36 hab./km². De los 34 habitantes, el municipio de Knife River estaba compuesto por el 91,18 % blancos, el 5,88 % eran asiáticos, el 2,94 % eran de otras razas. Del total de la población el 5,88 % eran hispanos o latinos de cualquier raza.